# Caloblattinidae
Caloblattinidae (лат.) — семейство ископаемых таракановых. Известно около 30 родов, живших в мезозойскую эру (меловой, юрский и триасовый периоды).

## Описание
Примитивная группа ископаемых таракановых насекомых. По габитусу это типичные тараканы, с более или менее длинным яйцекладом. Крупные насекомые с передними крыльями обычно 15—30 мм (редко до 60 мм, в исключительных случаях менее 13 мм). Оба крыла перепончатые или кожистые. Переднее крыло с ветвистой жилкой Sc, RS расширенная, жилки M и Cu обе обильно ветвистые. Cu тупо S-образная с большинством ветвей, заканчивающихся около вершины. Клавус обычно не превышает середину длины крыла. Интеркалярные жилки толстые, отчётливые по всей поверхности крыла (видны даже у плохо сохранившихся экземпляров), тёмный цветовой рисунок довольно типичен. Заднее крыло с веерообразной складкой на анальной доле. Sc ветвистая или даже сетчатая, длинная. R с R1 и RS обильно разветвлёнными. M косо ветвистая. Cu со многими вторично разветвлёнными жилками и, возможно, с несколькими слепыми ранками, которые также могут быть вторично разветвлёнными. Крыло обычно с многочисленными сетчатыми прожилками.

## Систематика
Семейство было впервые выделено в 2000 году словацким палеоэнтомологом Петером Вршанским (Peter Vršanský; Institute of Zoology, Словацкая академия наук, Братислава, Словакия) вместе с немецким коллегой Jörg Ansorge (Institute of Geography and Geology, Грайфсвальдский университет, Грайфсвальд, Германия) для многих видов из семейства Mesoblattinidae, кроме Mesoblattina protypa, Artitocoblatta asiatica, A. gossi, A. colominasi и Hispanoblatta sumptuosa. Вместе с ископаемыми семействами †Eadiidae, †Fuziidae и †Raphidiomimidae первоначально включался в вымершее надсемейство Caloblattinoidea. В 2024 году вместо названия Caloblattinoidea применено имя надсемейства Raphidiomimoidea Vishniakova, 1973 (по принципу приоритета), куда отнесены Caloblattinidae вместе с семействами Raphidiomimidae Vishniakova, 1973, Phyloblattidae Schneider, 1983; Liberiblattinidae Vršanský, 2002; Skokidae Vršanský, 2007; Manipulatoridae Vršanský et Bechly, 2015; Latiblattidae Vršanský, 2024 fam.n.; и возможно Voltziablatta‐group.

### Классификация
По данным Vršanský (2024) и Paleobiodb.org включает более 30 родов.
- † Aktassoblatta Vishnyakova, 1971[9] (с 2024 в Liberiblattinidae)
- † Aposema Vršanský, 2024[1]
- † Asioblatta Vishnyakova, 1968[9]
- † Caloblattina Handlirsch, 1906[9]
- † Dazhublattella Fang et al., 2013[10]
- † Decomposita Vršanský, 2008[11] (с 2024 в Raphidiomimidae)
- † Etapia Vishnyakova, 1983[9]
- † Euryblattula Martynov, 1937[9]
- † Fusiblatta Hong, 1980[9]
- † Ijablatta Vishnyakova, 1983[9]
- † Itchetuja Vishnyakova, 1983[9]
- † Kemerowia Vishnyakova, 1983[9]
- † Memento Vršanský, 2024[1]
- † Nuurcala Vršanský, 2003[7]
- † Okras Vršanský, 2020[4]
- † Paleovia Vršanský, 2008[11]
- † Rhipidoblatta Vishnyakova, 1968[12]
- † Rhipidoblattina Handlirsch, 1906[12]
- † Samaroblatta Tillyard, 1919[9]
- † Samaroblattula Martynov, 1937[9]
- † Shartegoblattina Vršanský, 2004[13]
- † Sinuijublatta So and Won 2023[14]
- † Sogdoblatta Martynov, 1937[9]
- † Solemnia Vršanský 2008
- † Soliblatta Lin, 1986[9]
- † Srdiecko Vršanský, 2008[11]
- † Taublatta Martynov, 1937[9]
- † Taublattopsis Vishnyakova, 1985[9]
- † Thuringoblatta Kuhn, 1938[9]